# H2N2O2
H2N2O2(몰 질량: 62.028 g/mol)는 다음 물질의 분자식이다.
- 차아질산염(영어판) 이온
- 나이트라아마이드
- 하이포아질산

| Disambiguation icon | 이 문서는 명칭이 같고 같은 종류에 속하는 여러 대상을 연결하는 색인 문서입니다. |